# عقل الأمبراطور الجديد (كتاب)
عقل الأمبراطور الجديد: حول الحواسيب، العقول وقوانين الفيزياء هو كتاب نُشر عام 1989 للفيزيائي الرياضي السيرروجر بنروز.
بينروز بأن الإنسان الوعي هو غيرحسابي ، وبالتالي ليست قادرة على أن تكون على غرار التقليدية آلة تورنغ-نوع من الحواسيب الرقمية. بينروز افترض أن ميكانيكا الكم يلعب دورا أساسيا في فهم الإنسان وعيه. فإن انهيار الدالة الموجية الكمية يعتبر دورا هاما في وظيفة الدماغ.
غالبية الكتاب ينفق على مراجعة، للقارئ العلمي التفكير، مجموعة كبيرة من مواضيع مترابطة مثل الفيزياء النيوتونية، الخاصة ونظرية النسبية العامة، الفلسفة وحدود الرياضيات، فيزياء الكم، علم الكونيات ، وطبيعة الوقت. بينروز بشكل متقطع يصف كيف أن كل هذه الدببة على تطوير موضوع: أن الوعي ليس «حسابي». فقط في وقت لاحق أجزاء من الكتاب عنوان الرسالة مباشرة.

## نظرة عامة
يقول بنروز أن أفكاره حول طبيعة الوعي تخمينية، وأن افتراضاته يتم اعتبارها خاطئة من جهة الخبراء في مجالات الفلسفة، علوم الحاسب وعلم الروبوتات.
وبعد نشر هذا الكتاب، بنروز بدأ التعاون مع ستيوارت هامروف على البيولوجية التناظرية إلى حساب الكم تشمل الأنابيب الدقيقة ، التي أصبحت الأساس له فيما بعد كتاب ظلال العقل: بحث عن العلم المفقود حول الوعي.
الإمبراطور الجديد في الاعتبار الهجمات مطالبات الذكاء الاصطناعي باستخدام الفيزياء الحاسوبية: بنروز تلاحظ أن هذا المنزل من الحوسبة تكمن أكثر في العالم الملموس من الميكانيكا الكلاسيكية من imponderable عالم ميكانيكا الكم. الكمبيوتر الحديثة هو القطعية النظام أن الجزء الأكبر ببساطة ينفذ الخوارزميات. بينروز يظهر ذلك من خلال إعادة تكوين حدود طاولة بلياردو، واحدة قد تجعل جهاز الكمبيوتر في كرات البلياردو بمثابة رسالة ناقلات وتفاعلاتها بمثابة قرارات منطقية. في البلياردو الكرة الكمبيوتر صمم أول مرة قبل بضع سنوات من قبل إدوارد فريدكن وتوماسو توفولي من معهد ماساتشوستس للتكنولوجيا.

## الاعتراف
بينروز فاز بجائزة كتاب العلم في عام 1990 عن هذا الكتاب.